# Aidan Gallagher
Aidan Gallagher (født 18. september 2003 i Los Angeles, Californien i USA) er en amerikansk musiker og skuespiller. Han er bedst kendt som Number Five i tv serien The Umbrella Academy.